# X legislatura de Navarra
La x legislatura de Navarra comenzó el 19 de junio de 2019 cuando, tras la celebración de las elecciones forales, se constituyó el Parlamento de Navarra, duró hasta el 4 de abril de 2023, momento en el que se disolvió con motivo de las elecciones al Parlamento de Navarra de 2023. Le precedió la IX legislatura y le sucedió la XI legislatura.

## Campaña electoral
La campaña electoral en Navarra, al igual que en el resto de España tiene una duración oficial de 15 días antes de las elecciones, aunque se dan actos políticos desde el anuncio de las elecciones.
Para la IX legislatura, las elecciones fueron convocadas para el 26 de mayo de 2019 por parte de la presidenta de Navarra, Uxue Barkos mediante decreto foral el 1 de abril de 2019.

### Candidaturas
Para estas elecciones, se presentaron once candidaturas distintas a ocupar los escaños del Parlamento de Navarra. De ellas, la mitad consiguieron obtener escaños.
- Navarra Suma (NA+): coalición Unión del Pueblo Navarro (UPN) + Partido Popular de Navarra (PP) + Ciudadanos (Cs)
- Geroa Bai (GBai): coalición PNV + Zabaltzen
- Euskal Herria Bildu (EH Bildu): coalición Aralar + EA + Sortu
- Podemos-Ahal Dugu
- Partido Socialista de Navarra (PSN-PSOE)
- Izquierda-Ezkerra (I-E): coalición Batzarre + IUN + Los Verdes-Grupo Verde + Plataforma Navarra por el Cambio
- Equo-Partido Verde Europeo-Europako Alderdi Berdea (Equo)
- Representación Cannábica Navarra-Nafarroako Ordezkaritza Kanabikoa (RCN-NOK)
- Vox (VOX)
- Libertad Navarra-Libertate Nafarra (Ln)
- Solidaridad y Autogestión Internacionalista (SAIn)

## Elecciones
Los resultados de las elecciones según se publicaron la Junta Electoral de Navarra.
| ← Elecciones al Parlamento de Navarra de 2019 → |                                                                              |         |       |         |     |
| Presidente y gobierno | Partido                                                                      | Votos   | %     | Escaños | +/– |
| - Presidenta: María Chivite - Gobierno: PSN+PSOE, Geroa Bai, Podemos, I-E - Censo: 485.405 - Participación: 350.370 (72,18%) - Abstención: 108.035 (27,82%) - Válidos: 345.462 (98,6%) - A candidatura: | Navarra Suma (NA+)                                                           | 127.346 | 36,57 | 20      | Nv. |
| - Presidenta: María Chivite - Gobierno: PSN+PSOE, Geroa Bai, Podemos, I-E - Censo: 485.405 - Participación: 350.370 (72,18%) - Abstención: 108.035 (27,82%) - Válidos: 345.462 (98,6%) - A candidatura: | Partido Socialista de Navarra (PSN-PSOE)                                     | 71.838  | 20,63 | 11      | +4  |
| - Presidenta: María Chivite - Gobierno: PSN+PSOE, Geroa Bai, Podemos, I-E - Censo: 485.405 - Participación: 350.370 (72,18%) - Abstención: 108.035 (27,82%) - Válidos: 345.462 (98,6%) - A candidatura: | Geroa Bai (GBai)                                                             | 60.323  | 17,32 | 9       | =   |
| - Presidenta: María Chivite - Gobierno: PSN+PSOE, Geroa Bai, Podemos, I-E - Censo: 485.405 - Participación: 350.370 (72,18%) - Abstención: 108.035 (27,82%) - Válidos: 345.462 (98,6%) - A candidatura: | Euskal Herria Bildu (EH Bildu)                                               | 50.631  | 14,54 | 7       | -1  |
| - Presidenta: María Chivite - Gobierno: PSN+PSOE, Geroa Bai, Podemos, I-E - Censo: 485.405 - Participación: 350.370 (72,18%) - Abstención: 108.035 (27,82%) - Válidos: 345.462 (98,6%) - A candidatura: | Podemos-Ahal Dugu                                                            | 16.518  | 4,74  | 2       | -5  |
| - Presidenta: María Chivite - Gobierno: PSN+PSOE, Geroa Bai, Podemos, I-E - Censo: 485.405 - Participación: 350.370 (72,18%) - Abstención: 108.035 (27,82%) - Válidos: 345.462 (98,6%) - A candidatura: | Izquierda-Ezkerra (I-E)                                                      | 10.472  | 3,01  | 1       | –1  |
| - Presidenta: María Chivite - Gobierno: PSN+PSOE, Geroa Bai, Podemos, I-E - Censo: 485.405 - Participación: 350.370 (72,18%) - Abstención: 108.035 (27,82%) - Válidos: 345.462 (98,6%) - A candidatura: | Vox (VOX)                                                                    | 4.546   | 1,31  | 0       |     |
| - Presidenta: María Chivite - Gobierno: PSN+PSOE, Geroa Bai, Podemos, I-E - Censo: 485.405 - Participación: 350.370 (72,18%) - Abstención: 108.035 (27,82%) - Válidos: 345.462 (98,6%) - A candidatura: | Equo-Partido Verde Europeo-Europako Alderdi Berdea (Equo)                    | 1.597   | 0,46  | 0       |     |
| - Presidenta: María Chivite - Gobierno: PSN+PSOE, Geroa Bai, Podemos, I-E - Censo: 485.405 - Participación: 350.370 (72,18%) - Abstención: 108.035 (27,82%) - Válidos: 345.462 (98,6%) - A candidatura: | Representación Cannábica Navarra-Nafarroako Ordezkaritza Kanabikoa (RCN-NOK) | 1.251   | 0,36  | 0       |     |
| - Presidenta: María Chivite - Gobierno: PSN+PSOE, Geroa Bai, Podemos, I-E - Censo: 485.405 - Participación: 350.370 (72,18%) - Abstención: 108.035 (27,82%) - Válidos: 345.462 (98,6%) - A candidatura: | Libertad Navarra-Libertate Nafarra (LN)                                      | 502     | 0,14  | 0       |     |
| - Presidenta: María Chivite - Gobierno: PSN+PSOE, Geroa Bai, Podemos, I-E - Censo: 485.405 - Participación: 350.370 (72,18%) - Abstención: 108.035 (27,82%) - Válidos: 345.462 (98,6%) - A candidatura: | Solidaridad y Autogestión Internacionalista (SAIn)                           | 438     | 0,13  | 0       |     |
| - Presidenta: María Chivite - Gobierno: PSN+PSOE, Geroa Bai, Podemos, I-E - Censo: 485.405 - Participación: 350.370 (72,18%) - Abstención: 108.035 (27,82%) - Válidos: 345.462 (98,6%) - A candidatura: | Nulos                                                                        | 2.169   | 0,62  |         |     |
| - Presidenta: María Chivite - Gobierno: PSN+PSOE, Geroa Bai, Podemos, I-E - Censo: 485.405 - Participación: 350.370 (72,18%) - Abstención: 108.035 (27,82%) - Válidos: 345.462 (98,6%) - A candidatura: | En blanco                                                                    | 2.731   | 0,78  |         |     |

### Investidura
La votación para la investidura de la Presidenta del Gobierno de Navarra en el Parlamento de Navarra se celebró el 1 de agosto. No salió elegida María Chivite en primera ronda, al no tener el apoyo direco de EH Bildu, se quedó a tres escaños de la mayoría absoluta. En la segunda votación del día siguiente, los siete parlamentarios de EH Bildu dividieron sus votos de tal manera que dos de ellos continuaron votando en contra, epro otros cinco se abstuvieron, logrando así Chivite una mayoría simple y convirtiéndose en la 11.ª Presidenta de Navarra y la tercera mujer en ocupar el puesto tanto en la línea histórica como de manera consecutiva.
| Resultado de la votación de investidura de la Presidenta del Gobierno de Navarra Mayoría absoluta: 26/50 |                                                         |       |    |    |   |   |   |   |       |
| Candidata                                                                                                | Fecha                                                   | Voto  |    |    |   |   |   |   | Total |
| María Chivite                                                                                            | 1 de agosto de 2019 Mayoría requerida: Absoluta (26/50) | Sí    |    | 11 | 9 |   | 2 | 1 | 23/50 |
| María Chivite                                                                                            | 1 de agosto de 2019 Mayoría requerida: Absoluta (26/50) | No    | 20 |    |   | 7 |   |   | 27/50 |
| María Chivite                                                                                            | 1 de agosto de 2019 Mayoría requerida: Absoluta (26/50) | Abst. |    |    |   |   |   |   | 0/50  |
| María Chivite                                                                                            |                                                         |       |    |    |   |   |   |   |       |
| María Chivite                                                                                            | 2 de agosto de 2019 Mayoría requerida: Simple           | Sí    |    | 11 | 9 |   | 2 | 1 | 23/50 |
| María Chivite                                                                                            | 2 de agosto de 2019 Mayoría requerida: Simple           | No    | 20 |    |   | 2 |   |   | 22/50 |
| María Chivite                                                                                            | 2 de agosto de 2019 Mayoría requerida: Simple           | Abst. |    |    |   | 5 |   |   | 5/50  |
| Fuente: Parlamento de Navarra                                                                            |                                                         |       |    |    |   |   |   |   |       |

## Medidas legislativas

### Propuesta de nueva Ley de Símbolos
Navarra Suma, la coalición que aglutinaba a las fuerzas de UPN, PPN y Cs en Navarra, propuso la una nueva Ley foral de Símbolos que viniese a sustituir la Ley de Símbolos de Navarra derogada en la anterior legislatura. La medida no tuvo excesivo debate hasta diciembre del mismo año, cuando Geroa Bai presentó propuestas a la nueva Ley de Símbolos que incluían la posibilidad de ondear la ikurriña, bandera oficial de la Comunidad Autónoma Vasca y la bandera republicana de manera oficial en ayuntamientos navarros. Así mismo, también se proponía llegar aun acuerdo marco con el Gobierno Vasco para permitir a este usar el Escudo del País Vasco con la versión del cuarte inferior derecho con los símbolos de Navarra, aspecto prohibido desde 1986 tras una controversia sobre el uso del mismo por parte de un ente gubernamental de otra comunidad autónoma.

### COVID-19 en Navarra
Como en muchos otros lugares, Navarra se vio afectada durante la pandemia de coronavirus a nivel global, lo que afectó al funcionamiento habitual del Parlamento de Navarra, que suspendió los plenos desde el 16 de marzo hasta el 1 de mayo de 2020 como parte del primer Estado de Alarma decretado por el Gobierno de España.

## Composición del Gobierno de Navarra 2019 - 2023
|                                                                                   |                                                        |                                                                                   |
| ← Primer Gobierno de María Chivite → (7 de agosto de 2019 - 18 de agosto de 2023) |                                                        |                                                                                   |
| Partido político                                                                  |                                                        | Partido Socialista de Navarra                                                     |
| Partido político                                                                  | Geroa Bai                                              |                                                                                   |
| Partido político                                                                  | Podemos Navarra                                        |                                                                                   |
| Presidencia                                                                       |                                                        |                                                                                   |
| Presidencia del Gobierno                                                          |                                                        | María Chivite 6 de agosto de 2019 - 18 de agosto de 2023                          |
| Vicepresidencias                                                                  |                                                        |                                                                                   |
| Vicepresidencia Primera del Gobierno                                              |                                                        | Javier Remírez Apesteguía 7 de agosto de 2019 - 18 de agosto de 2023              |
| Vicepresidencia Segunda del Gobierno                                              |                                                        | José María Aierdi Fernández de Barrena 7 de agosto de 2019 - 18 de agosto de 2023 |
| Consejerías                                                                       |                                                        |                                                                                   |
| Presidencia, Igualdad, Función Pública e Interior                                 |                                                        | Javier Remírez Apesteguía 7 de agosto de 2019 - 18 de agosto de 2023              |
| Cohesión Territorial                                                              |                                                        | Bernardo Ciriza 7 de agosto de 2019 - 18 de agosto de 2023                        |
| Ordenación del Territorio, Vivienda, Paisaje y Proyectos Estratégicos             |                                                        | José María Aierdi Fernández de Barrena 7 de agosto de 2019 - 18 de agosto de 2023 |
| Economía y Hacienda                                                               |                                                        | Elma Saiz 7 de agosto de 2019 - 18 de agosto de 2023                              |
| Políticas Migratorias y Justicia                                                  |                                                        | Eduardo Santos Itoiz 7 de agosto de 2019 - 18 de agosto de 2023                   |
| Educación                                                                         |                                                        | Carlos Gimeno Gurpegi 7 de agosto de 2019 - 18 de agosto de 2023                  |
| Universidad, Innovación y Transformación Digital                                  |                                                        | Juan Cruz Cigudosa 7 de agosto de 2019 - 18 de agosto de 2023                     |
| Salud                                                                             |                                                        | Santos Induráin Orduna 7 de agosto de 2019 - 18 de agosto de 2023                 |
| Desarrollo Económico                                                              |                                                        | Manu Ayerdi 7 de agosto de 2019 - 4 de febrero de 2021                            |
| Desarrollo Económico                                                              | Mikel Irujo 29 de enero de 2021 - 18 de agosto de 2023 |                                                                                   |
| Desarrollo Rural y Medio Ambiente                                                 |                                                        | Itziar Gómez 7 de agosto de 2019 - 18 de agosto de 2023                           |
| Relaciones Ciudadanas                                                             |                                                        | Ana Ollo Hualde 7 de agosto de 2019 - 18 de agosto de 2023                        |
| Cultura y Deporte                                                                 |                                                        | Rebeca Esnaola 7 de agosto de 2019 - 18 de agosto de 2023                         |
| Derechos Sociales                                                                 |                                                        | Mari Carmen Maeztu 7 de agosto de 2019 - 18 de agosto de 2023                     |

## Almanaque de la legislatura
- Parlamento de Navarra.  Laurenz Itoiz, Miguel Ángel, ed. OBRA LEGISLATIVA DEL PARLAMENTO DE NAVARRA. X Legislatura (2019 - 2023). ISBN 978-84-87460-40-1. Consultado el 22 de agosto de 2024.